# Fredrik Gullich
Fredrik Wilhelm Gullich, född 1871 i Österrike, död 1944 i Stockholm, var en österrikisk-svensk konsthantverkare.
Gullich studerade konst i Tyskland och Italien. Bland hans offentliga arbeten märks glasmålningar för Katarina kyrka och Sofia kyrka i Stockholm och för flera kyrkor i landsorten samt i Abessinien och USA.  